# Pierre-François Pistorio
Pierre-François Pistorio (Vernon (Eure), 24 gennaio 1957) è un attore, cantante e doppiatore francese.

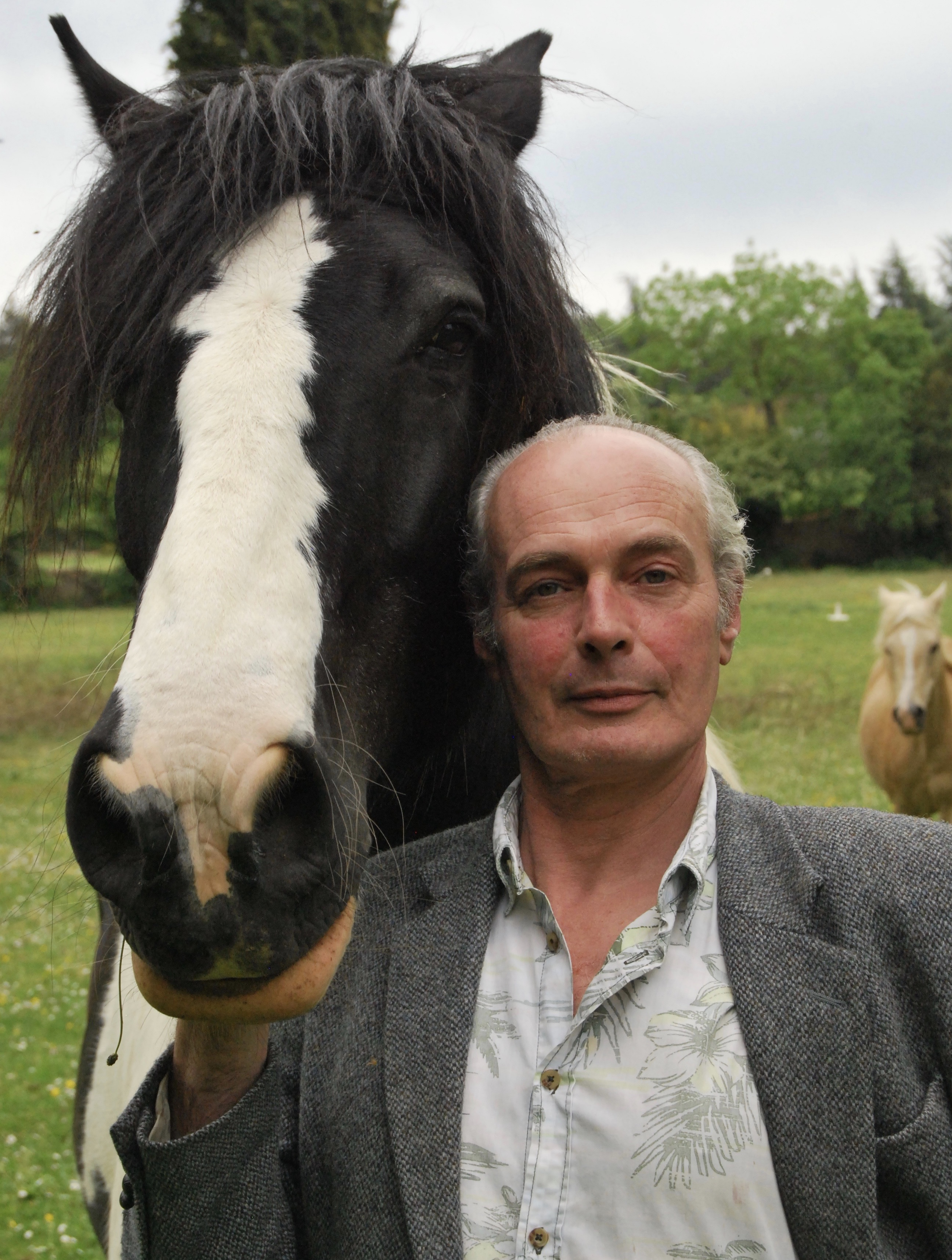
Pierre-François Pistorio con uno dei suoi cavalli

Nel doppiaggio è la voce francese regolare di Jet Li, John Michael Higgins, Tim Guinee, Adrian Pasdar, Philip Casnoff, James Spader; oltre che una delle voci di Antonio Banderas.

## Biografia
Ha debuttato in televisione nel 1972 nella miniserie televisiva I Thibault;
 lo stesso anno, al fianco di Jacques Brel, esordisce al cinema ne Le Bar de la Fourche. E' diventato noto al grande pubblico nel 1974, in televisione con Paul et Virginie, insieme alla coprotagonista Véronique Jannot. Lo stesso anno ha lavorato nel film Il fantasma della libertà di Luis Buñuel, e, in teatro, nella creazione L'Exil su testi di Henry de Montherlant con Martine Sarcey.
Attivo da tempo come doppiatore in film, telefilm e serie animate, ha utilizzato la sua voce anche nei videogiochi.

## Filmografia

### Cinema
- Le Bar de la Fourche, regia di Alain Levent (1972)
- Il fantasma della libertà (Le fantôme de la liberté), regia di Luis Buñuel (1974)
- L'affare della Sezione Speciale (Section spéciale), regia di Costa-Gavras (1975)
- Ô Madiana, regia di Constant Gros-Dubois (1979)
- Les Fourberies de Scapin, regia di Roger Coggio (1981)
- Conto finale (L'Addition), regia di Denis Amar (1984)
- Train d'enfer, regia di Roger Hanin (1985)
- La Trajectoire amoureuse, regia di Pascal Aubier - cortometraggio (1988)
- Le Fils de Gascogne, regia di Pascal Aubier (1995)

### Televisione
- François Malgorn, séminariste ou celui qui n'était pas appelé, regia di Yves-André Hubert - film TV (1972)
- I Thibault (Les Thibault) - miniserie TV, episodio 1x01 (1972)
- La Seconde, regia di Hervé Bromberger - film TV (1973)
- Paul e Virginie (Paul et Virginie) - serie TV (1974)
- Les Mohicans de Paris - serie TV, episodi 2x01-2x02 (1975)
- Le Confessional des pénitents noirs - miniserie TV, episodi 1x01-1x04 (1977)
- Les Amours de la Belle Époque - serie TV, 1 episodio (1979)
- Ursule Mirouët, regia di Marcel Cravenne - film TV (1981)
- La Tendresse, regia di Bernard Queysanne - film TV (1982)
- Bekenntnisse des Hochstaplers Felix Krull - miniserie TV, 5 episodi (1982)
- Emmenez-moi au théâtre - serie TV, 1 episodio (1983)
- La Traversée de l'Islande, regia di Alain Levent - film TV (1983)
- Disparitions - serie TV, episodio 1x02 (1984)
- I classici dell'erotismo (Série rose) - serie TV, episodio 3x03 (1991)
- La vie parisienne, regia di Pierre Cavassilas - film TV (1991)
- Van Loc: un grand flic de Marseille - serie TV, 1 episodio (1993)
- Carlo Magno (Charlemagne, le prince à cheval) - miniserie TV, episodio 1x02 (1994)
- L'Allée du roi - miniserie TV, episodio 1x01 (1996)
- Mars ou la terre, regia di Bertrand Arthuys - film TV (1997)
- Une autre femme, regia di Jérôme Foulon - film TV (2002)
- Il commissario Cordier (Les Cordier, juge et flic) - serie TV, episodio 11x05 (2003)
- Avocats & associés - serie TV, episodi 3x01-15x06 (2000-2007)
- Les Prédateurs - serie TV (2007)

## Doppiaggio
- Noriaki Kakyoin in Le bizzarre avventure di JoJo: Stardust Crusaders (OVA)
- Gecko Moria in One Piece